# Publius Claudius Pulcher (Konsul 184 v. Chr.)
Publius Claudius Pulcher war ein Mitglied des römischen Patriziergeschlechts der Claudier und 184 v. Chr. Konsul.

## Leben
Publius Claudius Pulcher war der zweite Sohn des Konsuls von 212 v. Chr., Appius Claudius Pulcher. Das erste bekannte Amt seines cursus honorum ist seine kurulische Ädilität, die er 189 v. Chr. innehatte. 187 v. Chr. wurde er Prätor.
185 v. Chr. übte Publius’ Bruder Appius Claudius Pulcher das Konsulat aus und unterstützte in dieser Funktion tatkräftig Publius’ Kandidatur um das höchste Staatsamt für das folgende Jahr. Durch diese brüderliche Hilfe wurde Publius Claudius Pulcher überraschend zum Konsul für 184 v. Chr. gewählt, wobei er Lucius Porcius Licinus zum Amtskollegen hatte. Beide Konsuln wurden zur Kriegsführung nach Ligurien geschickt, ohne dass sie größere Siege errangen. Der römische Geschichtsschreiber Titus Livius meldet, dass ihm nichts Nennenswertes aus ihrem Konsulat bekannt sei.
Laut einem Elogium hatte Publius Claudius Pulcher neue Siedler in die in Kampanien gelegene Kolonie Cales (das heutige Calvi Risorta in der Provinz Caserta) geführt, bevor er Konsul geworden war. 181 v. Chr. war er als Konsular einer von drei Kommissaren, die eine römische Kolonie in Graviscae an der etrurischen Küste gründeten.